# Lettisk Varmblod
Lettisk Varmblod er en hesterace fra Letland. Racen findes i tre forskellige typer fremavlet til forskellige formål. I Letland er det den mest almindelige hesterace. Hestene er bedst kendt for sine ubesværede bevægelser og gode temperament.

## Historie
Oprindelsen til de forskellige typer af lettisk varmblod siges at komme fra den primitive skovhest (Equus ferus germanicus samt Equus ferus silvaticus) som fandtes over hele det nordlige Europa. Der er en stærk tilknytning mellem de lettiske fuldblodsheste og nordsvensk brugshest og den norske Dölehest.
I 1600-tallet krydsedes den daværende lettiske hest med blandt andet forskellige tyske fuldblodsheste og arabisk fuldblod for at få en meget lettere og mere atletisk ridehest. I 1700-tallet tilførtes endog lidt Engelsk fuldblod i racen for hastighed.
I begyndelsen af 1900-tallet udviklede man forskellige køreheste i Letland med hjælp af forskellige importerede koldblodsheste som også havde deres ophav i Skovhesten. Den nordsvenske brugshest kan meget vel have været anvendt og ligeså en stor del af forskellige europæiske varmblodsheste. Den største indflydelse hos den lettiske kørehest kom dog fra de tyske racer Oldenborger, Holstener og Hannoveraner. Mellem 1921 og 1940 importeredes mere end 100 Oldenborgere til Letland fra Tyskland og Holland. 65 hingster og 42 hopper importeredes fra Holland, og det var disse Oldenborgere som blev grundstammen til racens fortsatte udvikling. Endnu tungere Ardennere importeredes og krydsedes med kørehestene. Derved fik man en tredje type frem, den meget tungere arbejdshest. Kørehestene fik mere stamtavle fra køreheste og mellemtunge heste gennem krydsninger med Norfolktravere og Friesere. Det blev den blandt andet for at bestemme typen som en rigtig kørehest og for at undgå sammenblanding med den lettere ridehest eller den tungere af slagsen.
I 1952 blev racen officielt godkendt og en selvstændig stambog etableredes for Lettisk Varmblod, hvor alle de tre typer registreredes og stambøgerne forblev urørte helt frem til 1960, da man krydsede kørehesten med endnu mere hannoveraner og lidt mere af den betydeligt hurtigere engelsk fuldblod. På den måde udvikledes den lettere Lettisk Ridehest, som blev mere sportslig og lettere af udseende.